# Липпольд, Ева
Ева Липпольд (нем. Eva Lippold; урожденная Рутковская, 15 апреля 1909, Магдебург — 12 июня 1994, Цоссен) — немецкая антифашистка, писательница.
Лауреат Национальной премии ГДР 1-й степени (1980), прототип героини снятого по её автобиографическому роману фильма «Невеста».

## Биография
Родилась в 1909 году в Магдебурге, Германская империя, из нищей многодетной семьи — была «незаконнорождённой» — личность её отца не выяснена, мать — гладильщица на фабрике, восемь из двенадцати её братьев и сестёр умерли ещё в детстве от туберкулёза.
С раннего детства работала на фабрике, уже с 12 лет — с 1921 года, активно участвовала в движении рабочей молодежи, с 1927 года — член Коммунистической партии Германии.
Окончив курсы машинисток с 1931 года работала в редакции партийной газеты «Трибюн», закрытой в 1933 году после прихода к власти Гитлера и запрета коммунистической партии. Ушла в подполье, вместе со своим женихом Германом Данцем являлась организатором сопротивления нацистам в Магдебурге, одна из организаторов «Rote Hilfe» — отделения МОПР в Германии.
В 1934 году арестована гестапо, приговорена к 9 годам тюрьмы показательным процессом «Рудольф Клаус и другие» (Рудольф Клаус был казнён, Артур Вейсбродт осуждён на 7 лет).
С 1935 по 1943 год была заключена в тюрьму, первые четыре года провела в одиночном заключении, после освобождения в 1943 году была направлена на принудительные работы на военном заводе.
В июле 1944 года снова арестована за «незаконную деятельность» в качестве члена комитета «Свободной Германии» и лидера магдебургской ячейки «группы Зефкова» осуществлявшей антивоенную агитацию и акты саботажа на оружейных заводах. Содержалась в Тюрьме Бранденбург-на-Хафеле, однако, доказать её причастность к работе группы гестаповцы не смогли — в то время как по делу в ноябре были казнены (обезглавлены) её соратники Эврин Нёдлер, Бернард Альмштадт и шедший с ней ещё по делу 1934 года Артур Вейсбродт. Её жених Герман Данц, бывший во время войны членом подпольного магдебургского райкома КПГ, был казнён в 1945 году.
Освобождена в 1945 году после занятия города советскими войсками.
После войны работала в Центральном комитете жертв фашизма (ODF) в Восточном Берлине, вела культурно-политическую активность в советской зоне оккупации.
В 1948 году вышла замуж за искусствоведа Кая-Гуго фон Брокдорфа, удочерила его дочь Саскию от брака с казнённой участницей «Красной Капеллы» Эрикой фон Брокдорф.
Занималась литературной деятельностью, работала редактором и критиком, была партийным секретарём Союза писателей ГДР.
Умерла в 1994 году, похоронена на кладбище городка Каллинхен близ Цоссена.

## Награды
- Национальная премия ГДР 1-й степени (1980) за заслуги в области литературы.
- Почётная пряжка в золоте Ордена «За заслуги перед Отечеством» (1989).

## Творчество
Автор автобиографических повести «Дама из Германии» (1963) и романа «Дом с тяжёлыми воротами» (1971) по которому в 1980 году киностудией «ДЕФА» был снят фильм «Невеста».
Выступала как поэтесса, в 1962 году вышел сборник её стихов «Я слышу как поёт Америка» ("Ich höre Amerika singen"). Её стихи в переводе Елены Нестеровой печатались в СССР в журнале «Дон».
Автор-составитель биографического справочника погибших бойцов германского Сопротивления.